# Saint-Pierre-de-Chérennes
Saint-Pierre-de-Chérennes ist eine französische Gemeinde mit 467 Einwohnern (Stand: 1. Januar 2022) im Département Isère in der Region Auvergne-Rhône-Alpes. Sie gehört zum Arrondissement Grenoble und zum Kanton Le Sud Grésivaudan.

## Geographie
Die Gemeinde Saint-Pierre-de-Chérennes liegt etwa 29 Kilometer westsüdwestlich von Grenoble an der Isère, die die westliche Gemeindegrenze bildet. Nach Osten steigt das Gelände bis zum auf ca. 1400 m hoch gelegenen Kamm des nördlichen Vercors-Massivs an. Das Gemeindegebiet ist Teil des Regionalen Naturparks Vercors. Umgeben wird Saint-Pierre-de-Chérennes von den Nachbargemeinden Izeron im Norden, Rencurel im Osten, Presles im Süden, Beauvoir-en-Royans im Süden und Südwesten sowie Saint-Sauveur im Westen.

## Bevölkerung
| Jahr                       | 1962 | 1968 | 1975 | 1982 | 1990 | 1999 | 2011 | 2021 |
| -------------------------- | ---- | ---- | ---- | ---- | ---- | ---- | ---- | ---- |
| Einwohner                  | 223  | 200  | 182  | 235  | 278  | 355  | 484  | 466  |
| Quellen: Cassini und INSEE |      |      |      |      |      |      |      |      |

## Sehenswürdigkeiten

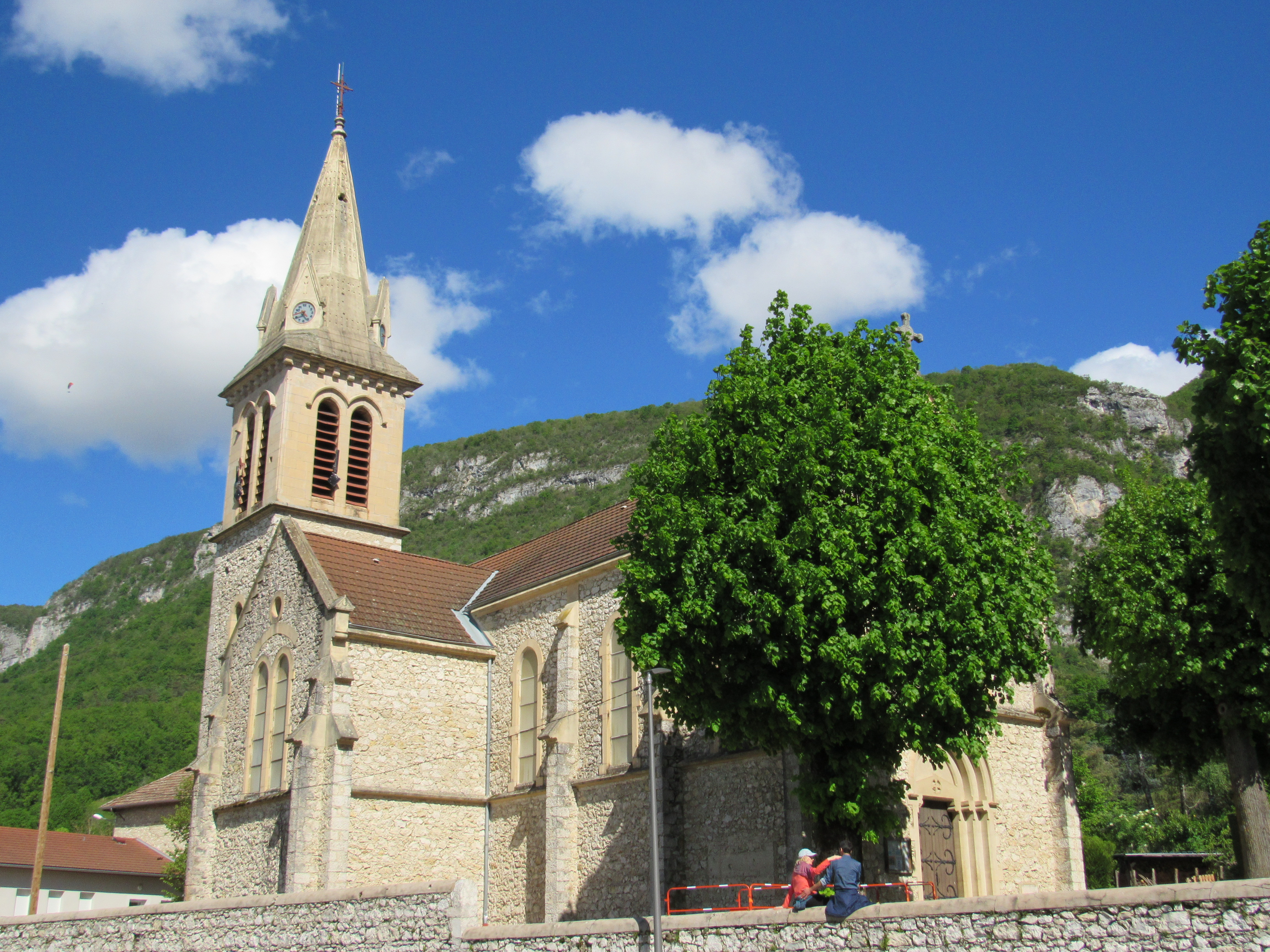
Kirche Saint-Pierre
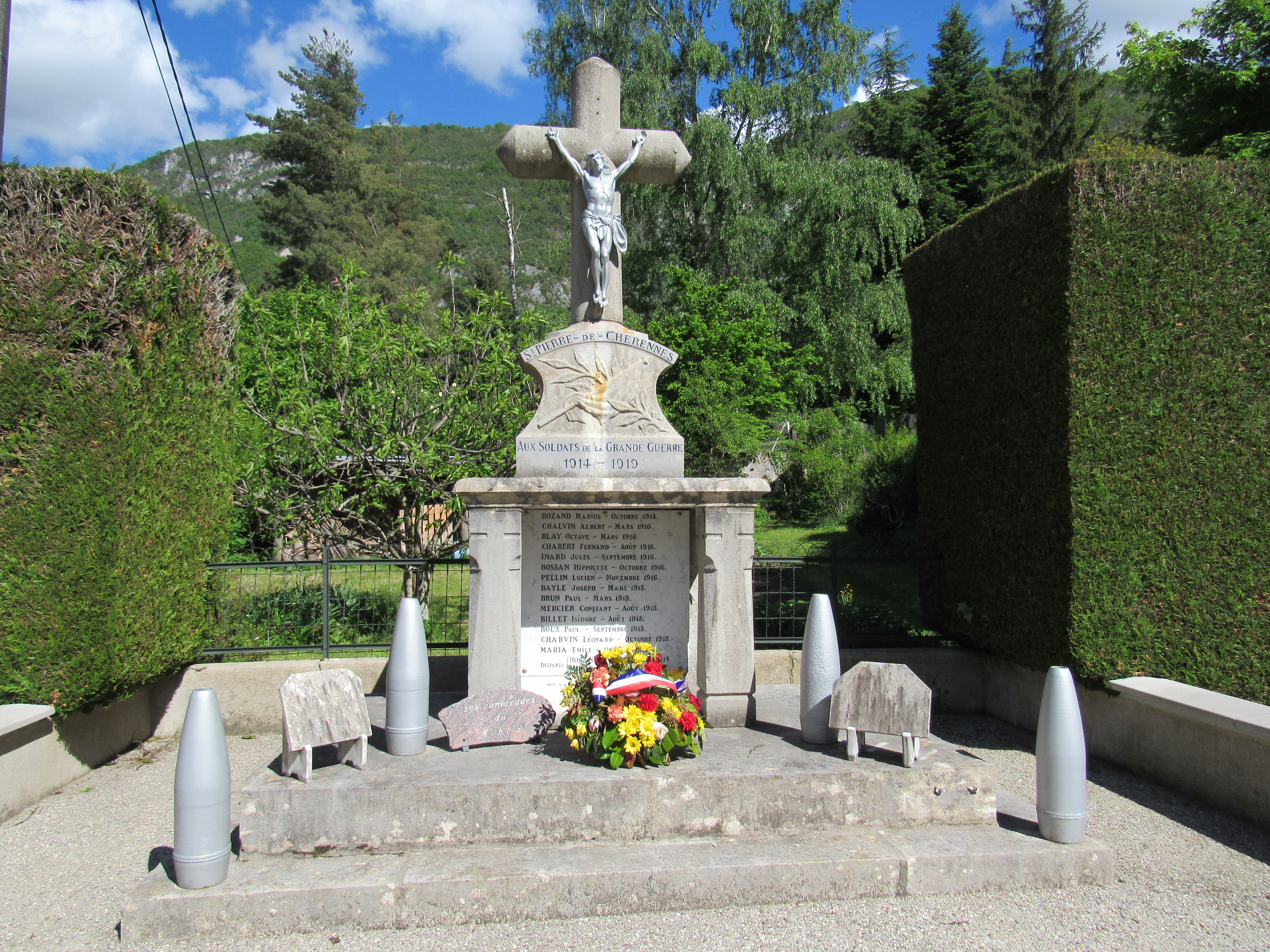
Wasserturm

- Kirche Saint-Pierre
- Gefallenendenkmal

## Sonnentempler-Massaker
In der Nacht vom 15. auf den 16. Dezember 1995 verübte eine Zelle der Sekte der Sonnentempler hier auf einem Plateau ein Suizid-Massaker, bei dem 16 Menschen, darunter drei Kinder, getötet wurden. 11 Personen (darunter die Kinder) wurden erschossen und dann angezündet. Schließlich töteten sich die beiden Täter selbst. Zu den Opfern gehörten unter anderem die ehemalige Skirennläuferin Édith Bonlieu und ihr Sohn.